# Momento torsor
Se denomina momento torsor a la componente paralela al eje longitudinal del momento de fuerza resultante de una distribución de tensiones sobre una sección transversal del prisma mecánico.
El momento torsor puede aparecer cuando se someten estos elementos a la acción de un momento de fuerza o torque paralelo al eje del prisma o cuando otro prisma mecánico perpendicular que está flexionado interseca al prisma mecánico original. La relación entre el momento torsor y el campo de tensiones sobre la sección transversal {\displaystyle \scriptstyle \Sigma } de un prisma mecánico viene dada por:

{\displaystyle \mathbf {M} _{T}=\int _{\Sigma }\mathbf {r} \times \mathbf {t} \ dy\ dz}

Puede obtenerse una fórmula más directa de cálculo introduciendo la tensión tangencial {\displaystyle \scriptstyle {\boldsymbol {\tau }}=\mathbf {n} \times (\mathbf {t} \times \mathbf {n} )=(0,\tau _{xy},\tau _{xz})} y el momento torsor resulta ser entonces:

{\displaystyle \mathbf {M} _{T}=\int _{\Sigma }\mathbf {r} \times {\boldsymbol {\tau }}\ dy\ dz,\qquad M_{T}=\|\mathbf {M} _{T}\|=\int _{\Sigma }(\tau _{y}z-\tau _{z}y)\ dy\ dz}